# Eino Kuvaja
Eino Hjalmar Kuvaja (* 17. Juni 1906 in Kuopio; † 11. Dezember 1975 ebenda) war ein finnischer Oberstleutnant und Skisportler.

## Werdegang

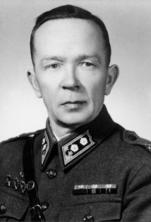
Eino Kuvaja

Kuvaja war bei den Olympischen Winterspielen 1928, 1929, 1930 und 1936 als Offizier Teilnehmer für die finnischen Mannschaften u. a. bei dem Demonstrationswettbewerb der Militärpatrouille. Sowohl beim Militärpatrouillenlauf 1928 als auch beim Militärpatrouillenlauf 1936 als Oberleutnant zusammen mit Olavi Remes, Kalle Arantola und Olli Huttunen gewann Finnland in dieser Disziplin die Silbermedaille.
1929 gewann er mit der finnischen Mannschaft den Wettbewerb. Auch 1930 hatte er an der Nordischen Skiweltmeisterschaften am Holmenkollen teilgenommen, war im Militärpatrouillenlauf auf den 6. Platz und im Skilanglauf auf den 32. Platz gekommen. In der gleichen Disziplin trat er noch mal bei den Nordischen Skiweltmeisterschaften 1939 an und belegte mit der Mannschaft den 5. Platz. 1930 war er auch im Skispringen und die Nordische Kombination gemeldet, trat aber bei beiden Wettbewerben nicht an.
Im Winterkrieg kämpfte er zunächst als Kommandeur des II. Bataillons des Infanterieregiments 28, mit diesem er an der Schlacht von Tyrjä teil, bei der sein Bataillon schwere sowjetische Batterien zerstören und einige Kanonen erbeuten konnte. Ende 1941 wurde Kuvaja dann Kommandeur des I. Bataillons des Infanterieregiments 7, das er bis zu seiner Verwundung im Juli 1944 führte. Am Tage seiner Verwundung am Brückenkopf Äyräpää, dem 4. Juli 1944, wurde er von Carl Gustaf Emil Mannerheim zum Ritter des Mannerheim-Kreuzes. Er schied als Oberstleutnant aus der Armee aus. Anschließend arbeitete er als Versicherungs- und Handelsvertreter einer Hausbaufirma.
1948 war er Jurymitglied der Militärpatrouille, welche weiterhin nur ein Demonstrationswettbewerb war. Von 1956 bis 1965 war er Vorsitzender des Puijo Ski Clubs. Ebenso war er mehrfach Vorsitzender der Langlaufsektion des finnischen Skiverbands.
Sein Grab befindet sich auf dem Friedhof Kuopio Iso.